# كريمة (طرطوس)
كريمة أو كرتو سابقاً بلدة وناحية إدارية سورية في جنوب منطقة طرطوس التابعة لمحافظة طرطوس. بلغ عدد سكان الناحية 17,271 حسب تعداد عام 2004.
تقع قرية الكريمة في سهل عكار وتبعد عن مدينة طرطوس 30 كم عبر طريق طرطوس– حمص. يبلغ عدد سكان القرية 7000 نسمة، في حين تبلغ مساحتها مع جميع أراضيها 500 هكتار.